# Lambchop
Lambchop is een band uit Nashville, Tennessee. De band wordt meestal ingedeeld onder muziekstroming americana, maar invloeden uit genres als post-rock, soul en lounge maken de subtiele muziek van Lambchop moeilijk te classificeren.
Lambchop kent geen vaste bezetting. Door de jaren heen werkte een groot aantal muzikanten op losse, vaste en losvaste basis mee aan platen en optredens. Vaste kern en creatief middelpunt is frontman, zanger en gitarist Kurt Wagner.

## Discografie

### Albums
| Album met eventuele hitnotering(en) in de Nederlandse Album Top 100         | Datum van verschijnen | Datum van binnenkomst | Hoogste positie | Aantal weken | Opmerkingen               |
| --------------------------------------------------------------------------- | --------------------- | --------------------- | --------------- | ------------ | ------------------------- |
| I hope you're sitting down / Jack's tulips                                  | 1994                  | -                     |                 |              |                           |
| How I quit smoking                                                          | 30-01-1996            | -                     |                 |              |                           |
| Hank                                                                        | 1996                  | -                     |                 |              | ep                        |
| Thriller                                                                    | 1997                  | -                     |                 |              |                           |
| What another man spills                                                     | 1998                  | -                     |                 |              |                           |
| The Queens Royal Trimma (Live Royal Festival Hall, London)                  | 2000                  | -                     |                 |              | Live ep                   |
| Nixon                                                                       | 2000                  | -                     |                 |              |                           |
| Tools in the dryer                                                          | 2001                  | -                     |                 |              | Verzamelalbum             |
| Treasure chest of the enemy                                                 | 2001                  | -                     |                 |              | ep                        |
| Is a woman                                                                  | 2002                  | -                     |                 |              |                           |
| Pet sounds sucks (Live at The Great American Music Hall, San Francisco)     | 2002                  | -                     |                 |              | Livealbum                 |
| Mono (Live in Würselen, Germany)                                            | 2003                  | -                     |                 |              | Livealbum                 |
| Aw cmon / No you cmon                                                       | 09-02-2004            | -                     |                 |              |                           |
| Nashville does Dallas                                                       | 2004                  | -                     |                 |              | Livealbum                 |
| Boo fucking who? (Live in Brussels, Belgium)                                | 2004                  | -                     |                 |              | Livealbum                 |
| CoLab                                                                       | 2005                  | -                     |                 |              | met Hands Off Cubaep / ep |
| Damaged                                                                     | 14-08-2006            | -                     |                 |              |                           |
| The decline of the country and western civilization (1993-1999)             | 2006                  | -                     |                 |              | Verzamelalbum             |
| The decline of country and western civilization, part 2: The woodwind years | 2006                  | -                     |                 |              | Verzamelalbum             |
| Succulence (Live in Vienna, Austria)                                        | 2006                  | -                     |                 |              | Livealbum                 |
| OH (Ohio)                                                                   | 06-10-2008            | -                     |                 |              |                           |
| Rainer on my parade                                                         | 2008                  | -                     |                 |              | Livealbum                 |
| Live at XX merge                                                            | 2009                  | -                     |                 |              | Livealbum                 |
| Broken hearts & dirty windows: Songs of John Prine                          | 2010                  | -                     |                 |              | Verzamelalbum             |
| Turd goes back: Essential tracks from secret secret sourpuss & big tussie   | 2011                  | -                     |                 |              | Verzamelalbum             |
| Mr. M                                                                       | 24-02-2012            | 03-03-2012            | 82              | 1            |                           |

| Album met hitnotering(en) in de Vlaamse Ultratop 200 albums | Datum van verschijnen | Datum van binnenkomst | Hoogste positie | Aantal weken | Opmerkingen |
| ----------------------------------------------------------- | --------------------- | --------------------- | --------------- | ------------ | ----------- |
| Is a woman                                                  | 2002                  | 09-03-2002            | 50              | 1            |             |
| Aw cmon / No you cmon                                       | 2004                  | 14-02-2004            | 31              | 8            |             |
| Damaged                                                     | 2006                  | 26-08-2006            | 27              | 7            |             |
| OH (Ohio)                                                   | 2008                  | 11-10-2008            | 32              | 5            |             |
| Mr. M                                                       | 2012                  | 03-03-2012            | 36              | 6            |             |

### Dvd's
- 2007: No such silence